# Cubaans voetbalelftal (vrouwen)
Het Cubaans vrouwenvoetbalelftal is een voetbalteam dat Cuba vertegenwoordigt in internationale wedstrijden, zoals het Noord-Amerikaans kampioenschap.
Het elftal van Cuba speelde zijn eerste wedstrijd in 2007. Tegen de Britse Maagdeneilanden werd met 21-0 gewonnen. Dit is tevens de grootste winst uit de geschiedenis van de ploeg. In 2018 kwalificeerde het land zich voor het eerst voor het Noord-Amerikaans kampioenschap voetbal, waarin het niet verder kwam dan de groepsfase. Ook nam het een keer deel aan de CFU Women's Caribbean Cup.
De bijnaam van de ploeg is "Las Leonas del Caribe" (De leeuwinnen van de Caraïben).

## Prestaties op eindronden

### Wereldkampioenschap
| Jaar   | Resultaat           | Wed                 | W                   | G                   | V                   | DV                  | DT                  |
| ------ | ------------------- | ------------------- | ------------------- | ------------------- | ------------------- | ------------------- | ------------------- |
| 1991   | Niet deelgenomen    | Niet deelgenomen    | Niet deelgenomen    | Niet deelgenomen    | Niet deelgenomen    | Niet deelgenomen    | Niet deelgenomen    |
| 1995   | Niet deelgenomen    | Niet deelgenomen    | Niet deelgenomen    | Niet deelgenomen    | Niet deelgenomen    | Niet deelgenomen    | Niet deelgenomen    |
| 1999   | Niet deelgenomen    | Niet deelgenomen    | Niet deelgenomen    | Niet deelgenomen    | Niet deelgenomen    | Niet deelgenomen    | Niet deelgenomen    |
| 2003   | Niet deelgenomen    | Niet deelgenomen    | Niet deelgenomen    | Niet deelgenomen    | Niet deelgenomen    | Niet deelgenomen    | Niet deelgenomen    |
| 2007   | Niet deelgenomen    | Niet deelgenomen    | Niet deelgenomen    | Niet deelgenomen    | Niet deelgenomen    | Niet deelgenomen    | Niet deelgenomen    |
| 2011   | Niet gekwalificeerd | Niet gekwalificeerd | Niet gekwalificeerd | Niet gekwalificeerd | Niet gekwalificeerd | Niet gekwalificeerd | Niet gekwalificeerd |
| 2015   | Niet gekwalificeerd | Niet gekwalificeerd | Niet gekwalificeerd | Niet gekwalificeerd | Niet gekwalificeerd | Niet gekwalificeerd | Niet gekwalificeerd |
| 2019   | Niet gekwalificeerd | Niet gekwalificeerd | Niet gekwalificeerd | Niet gekwalificeerd | Niet gekwalificeerd | Niet gekwalificeerd | Niet gekwalificeerd |
| 2023   | Niet gekwalificeerd | Niet gekwalificeerd | Niet gekwalificeerd | Niet gekwalificeerd | Niet gekwalificeerd | Niet gekwalificeerd | Niet gekwalificeerd |
| Totaal | 0/9                 | 0                   | 0                   | 0                   | 0                   | 0                   | 0                   |

### Olympische Spelen
| Jaar   | Resultaat           | Wed                 | W                   | G                   | V                   | DV                  | DT                  |
| ------ | ------------------- | ------------------- | ------------------- | ------------------- | ------------------- | ------------------- | ------------------- |
| 1996   | Niet deelgenomen    | Niet deelgenomen    | Niet deelgenomen    | Niet deelgenomen    | Niet deelgenomen    | Niet deelgenomen    | Niet deelgenomen    |
| 2000   | Niet deelgenomen    | Niet deelgenomen    | Niet deelgenomen    | Niet deelgenomen    | Niet deelgenomen    | Niet deelgenomen    | Niet deelgenomen    |
| 2004   | Niet deelgenomen    | Niet deelgenomen    | Niet deelgenomen    | Niet deelgenomen    | Niet deelgenomen    | Niet deelgenomen    | Niet deelgenomen    |
| 2008   | Niet gekwalificeerd | Niet gekwalificeerd | Niet gekwalificeerd | Niet gekwalificeerd | Niet gekwalificeerd | Niet gekwalificeerd | Niet gekwalificeerd |
| 2012   | Niet gekwalificeerd | Niet gekwalificeerd | Niet gekwalificeerd | Niet gekwalificeerd | Niet gekwalificeerd | Niet gekwalificeerd | Niet gekwalificeerd |
| 2016   | Niet gekwalificeerd | Niet gekwalificeerd | Niet gekwalificeerd | Niet gekwalificeerd | Niet gekwalificeerd | Niet gekwalificeerd | Niet gekwalificeerd |
| 2020   | Niet gekwalificeerd | Niet gekwalificeerd | Niet gekwalificeerd | Niet gekwalificeerd | Niet gekwalificeerd | Niet gekwalificeerd | Niet gekwalificeerd |
| 2024   | Nog te bepalen      | Nog te bepalen      | Nog te bepalen      | Nog te bepalen      | Nog te bepalen      | Nog te bepalen      | Nog te bepalen      |
| Totaal | 0/8                 | 0                   | 0                   | 0                   | 0                   | 0                   | 0                   |

### Noord-Amerikaans kampioenschap
| Jaar   | Resultaat           | Wed                 | W                   | G                   | V                   | DV                  | DT                  |
| ------ | ------------------- | ------------------- | ------------------- | ------------------- | ------------------- | ------------------- | ------------------- |
| 1991   | Niet deelgenomen    | Niet deelgenomen    | Niet deelgenomen    | Niet deelgenomen    | Niet deelgenomen    | Niet deelgenomen    | Niet deelgenomen    |
| 1993   | Niet deelgenomen    | Niet deelgenomen    | Niet deelgenomen    | Niet deelgenomen    | Niet deelgenomen    | Niet deelgenomen    | Niet deelgenomen    |
| 1994   | Niet deelgenomen    | Niet deelgenomen    | Niet deelgenomen    | Niet deelgenomen    | Niet deelgenomen    | Niet deelgenomen    | Niet deelgenomen    |
| 1998   | Niet deelgenomen    | Niet deelgenomen    | Niet deelgenomen    | Niet deelgenomen    | Niet deelgenomen    | Niet deelgenomen    | Niet deelgenomen    |
| 2000   | Niet deelgenomen    | Niet deelgenomen    | Niet deelgenomen    | Niet deelgenomen    | Niet deelgenomen    | Niet deelgenomen    | Niet deelgenomen    |
| 2002   | Niet deelgenomen    | Niet deelgenomen    | Niet deelgenomen    | Niet deelgenomen    | Niet deelgenomen    | Niet deelgenomen    | Niet deelgenomen    |
| 2006   | Niet deelgenomen    | Niet deelgenomen    | Niet deelgenomen    | Niet deelgenomen    | Niet deelgenomen    | Niet deelgenomen    | Niet deelgenomen    |
| 2010   | Niet gekwalificeerd | Niet gekwalificeerd | Niet gekwalificeerd | Niet gekwalificeerd | Niet gekwalificeerd | Niet gekwalificeerd | Niet gekwalificeerd |
| 2014   | Niet gekwalificeerd | Niet gekwalificeerd | Niet gekwalificeerd | Niet gekwalificeerd | Niet gekwalificeerd | Niet gekwalificeerd | Niet gekwalificeerd |
| 2018   | Groepsfase          | 3                   | 0                   | 0                   | 3                   | 0                   | 29                  |
| 2022   | Niet gekwalificeerd | Niet gekwalificeerd | Niet gekwalificeerd | Niet gekwalificeerd | Niet gekwalificeerd | Niet gekwalificeerd | Niet gekwalificeerd |
| Totaal | 1/11                | 3                   | 0                   | 0                   | 3                   | 0                   | 29                  |

## FIFA-wereldranglijst
Betreft klassering aan het einde van het jaar
| 2007 | 2009 | 2010 | 2011 | 2012 | 2013 | 2014 | 2015 | 2016 | 2018 | 2019 | 2020 | 2021 | 2022 |
| ---- | ---- | ---- | ---- | ---- | ---- | ---- | ---- | ---- | ---- | ---- | ---- | ---- | ---- |
| 101  | 84   | 102  | 96   | 91   | 88   | 94   | 96   | 88   | 93   | 86   | 81   | 91   | 95   |

## Selecties

### Huidige selectie
Deze spelers werden geselecteerd voor twee kwalificatiewedstrijden voor de CONCACAF Gold Cup vrouwen 2022 in april 2022.
| Doel                       |                    |                |
| 1                          | Elika Acea         | FC Cienfuegos  |
| 12                         | Alianne Matamoro   | Pococí         |
| Verdediging                |                    |                |
| 3                          | Yerly Palma        | FC Camagüey    |
| 5                          | Yarisleidy Mena    | FC Villa Clara |
| 14                         | Gianna Borrego     | Onbekend       |
| 15                         | Dayamis Chinea     | FC Villa Clara |
| 16                         | Yusnelvis Espinosa | Onbekend       |
| Middenveld                 |                    |                |
| 2                          | Lizandra González  | FC Villa Clara |
| 6                          | Laura Moreno       | Onbekend       |
| 8                          | María Isabel Pérez | FC Camagüey    |
| 9                          | Katheryn Rodríguez | FC Villa Clara |
| 11                         | Eliane Valdez      | Onbekend       |
| 18                         | María Álvarez      | Onbekend       |
| 22                         | Sabrina Bahamonte  | Onbekend       |
| Aanval                     |                    |                |
| 7                          | Eunises Núñez      | Onbekend       |
| 10                         | Rachel Peláez      | Onbekend       |
| 13                         | Yeranis Lee        | Onbekend       |
| 21                         | Ismelis del Toro   | Onbekend       |
| 23                         | Maristania Mengana | Onbekend       |
| Onbekend                   |                    |                |
| 17                         | Elizabeth Zara     | Onbekend       |
| Bondscoach: Edelsio Griego |                    |                |